# Zvon Ježíš
Zaniklý zvon Ježíš z r. 1844 z katedrály svatého Víta, Václava a Vojtěcha na Pražském hradě vyrobil pražský zvonař Karel Bellmann. Zvon vznikl přelitím staršího zvonu z r. 1761 od Františka Antonína Franka. Zvon byl zrekvírován.

## Rozměry
- Dolní průměr: 42 cm.
- Výška: 33 cm.

## Popiszvonu
Reliéf sv. Jana Nepomuckého a nápis: NA NEYSW. GMENO IEŽÍŠ 1844 / PŘELIT NÁKLADEM IANA NEP. HOFFMANA / WYDAWATELE MUSIKALII W PRAZE OD KARLA BELLMANA C. K. ZWONAŘE.